# Climacus
Le climacus (du latin climax, échelle, et au sens figuré, montée en puissance graduelle) est un neume utilisé en chant grégorien. Il correspond à trois notes ou plus en descente. En notation carrée, il se représente par une virga suivie de deux punctum en losanges. C'est le seul usage du losange dans l'édition vaticane.

## Origine
Le climacus tel que le reproduit la notation carrée  confond en fait deux neumes cursifs assez différents, que l'on peut distinguer dans les notations de St Gall et surtout de Laon :
- La Virga subpunctis, , accentuée sur la première note comme le montre la notation de Laon , et dont la notation par St Gall est conforme à l'étymologie.
- Le Climacus proprement dit, formé par trois notes légères, bien décrit par la notation de Laon  mais que la notation de St Gall  ne distingue guère que par le "c" (pour celeriter) sur la première note.

Le climacus proprement dit est un ornement, qui n'apparaît guère que dans les styles mélismatisques.
Climacus d'ornement
Pour être conforme à son étymologie, le climacus proprement dit devrait être représenté . Il n'apparaît jamais isolé, mais toujours en formule ajoutée à un neume, les deux notes extrêmes du climacus formant un ornement supérieur et inférieur au neume principal. Il est généralement en suffixe comme dans , et plus rarement en préfixe.
Climacus final
On rencontre également des climacus isolés où la troisième note est épisémée, particulièrement nets dans le graphisme de Laon  mais également reconnaissables dans celui de St Gall  et que les éditions de Solesmes distinguent (parfois) par un épisème vertical sur la dernière note . Cette forme isolée a une accentuation atypique: les deux premières notes sont légères, l'accent du neume n'est que sur la troisième note.

## Interprétation
- Le climacus proprement dit est un neume de transition, ornemental et léger, qui n'a pas d'accent par lui-même.
- La Virga subpunctis est accentuée sur la première note.